# Objaw Krala
Objaw Krala (perseweracja ruchowa) – zaburzenie neurologiczne spowodowane upośledzeniem procesów hamowania, polegające na wielokrotnym czynnym powtarzaniu raz rozpoczętego biernego ruchu. Występuje w uszkodzeniach kory płata czołowego.